# Commission de l'industrie, de la recherche et de l'énergie
La commission de l'industrie, de la recherche et de l'énergie (ITRE) du Parlement européen se compose de 54 membres, ainsi que 54 membres suppléants, des 8 groupes politiques européens (plus les non-rattachés) représentant 26[Lesquels ?] des 27 États membres de l'Union européenne.
Durant la législature 2004-2009, le profil professionnel des députés européens (MPE) dans le comité ITRE comprend des physiciens nucléaires, des professeurs, des économistes, des médecins, des ingénieurs, des avocats, des journalistes, des linguistes ainsi qu'un ancien commissaire européen, un ancien Premier ministre, scientifique par ailleurs (Jerzy Buzek), deux astronautes et plusieurs ministres des gouvernements régionaux et nationaux.

## Membres

### 2009-2012
Membres-clés
| Nom              | Position au sein de la commission | Pays               | Groupe politique |
| ---------------- | --------------------------------- | ------------------ | ---------------- |
| Herbert Reul     | Président                         | Allemagne          | PPE              |
| Patrizia Toia    | Vice-présidente                   | Italie             | S&D              |
| Jens Rohde       | Vice-président                    | Danemark           | ADLE             |
| Ánny Podimatá    | Vice-présidente                   | Grèce              | S&D              |
| Evžen Tošenovský | Vice-président                    | République tchèque | ECR              |

### 2012-2014
Membres-clés
| Nom              | Position au sein de la commission | Pays               | Groupe politique |
| ---------------- | --------------------------------- | ------------------ | ---------------- |
| Patrizia Toia    | Présidente                        | Italie             | S&D              |
| Herbert Reul     | Vice-président                    | Allemagne          | PPE              |
| Jens Rohde       | Vice-président                    | Danemark           | ADLE             |
| Ánny Podimatá    | Vice-présidente                   | Grèce              | S&D              |
| Evžen Tošenovský | Vice-président                    | République tchèque | ECR              |